# Provincia di El Bayadh
La provincia di El Bayadh (in arabo ولاية البيض) è una provincia (wilaya) dell'Algeria. Prende il nome dal suo capoluogo El Bayadh.

## Popolazione
La provincia conta 228.624 abitanti, di cui 115.449 di genere maschile e 113.175 di genere femminile, con un tasso di crescita dal 1998 al 2008 del 3.1%.

## Geografia antropica

### Suddivisioni amministrative
La provincia è formata da 8 distretti, a loro volta divisi in 22 comuni.

1. El Bayadh•
2. Rogassa•
3. Brezina•
4. El Abiodh Sidi Cheikh•
5. Bougtoub•
6. Chellala•
7. Boussemghoun•
8. Boualem•

| Distretti             | Comuni                                                      |
| --------------------- | ----------------------------------------------------------- |
| El Bayadh             | El Bayadh                                                   |
| Rogassa               | Cheguig · Kef El Ahmar · Rogassa                            |
| Brezina               | Brezina · Kraakda · Ghassoul                                |
| El Abiodh Sidi Cheikh | Aïn El Orak · Arbaouat · El Abiodh Sidi Cheikh · El Bnoud   |
| Bougtoub              | Bougtoub · El Kheiter · Tousmouline                         |
| Chellala              | Chellala · El Mehara                                        |
| Boussemghoun          | Boussemghoun                                                |
| Boualem               | Boualem · Sidi Ameur · Sidi Slimane · Sidi Tifour · Stitten |